# Oberamt Hohentrüdingen
Das Oberamt Hohentrüdingen war eines von den 15 Verwaltungsgebieten des Fürstentums Ansbach mit Sitz auf der Burg Hohentrüdingen im gleichnamigen Ort Hohentrüdingen, heute ein Ortsteil von Heidenheim im mittelfränkischen Landkreis Weißenburg-Gunzenhausen.

## Geschichte
Ab 1791/92 wurde das Fürstentum Ansbach vom preußischen Staat als Ansbach-Bayreuth verwaltet. Damit ging das Oberamt Hohentrüdingen in dem Wassertrüdinger Kreis auf und bildete das Justiz- und Kammeramt Heidenheim mit Sitz in Heidenheim.

## Gliederung des Oberamtes
Zum Oberamt Hohentrüdingen gehörten folgende herrschaftliche Ämter:
- Klosterverwalteramt Heidenheim
- Kastenamt Hohentrüdingen
- Richteramt Heidenheim
- Verwalteramt Berolzheim
- Verwalteramt Rechenberg
- Klosterverwalter- und Richteramt Solnhofen
- Richteramt Wettelsheim
- Verwalteramt Treuchtlingen
- Richteramt Wettelsheim

Das Oberamt wurde in vier Fraischbezirke aufgeteilt:
- Heidenheim
- Hohentrüdingen
- Solnhofen
- Treuchtlingen

## Orte im Oberamt
Im Oberamt Hohentrüdingen gab es 4 Marktflecken, 23 Pfarrdörfer, 2 Filialkirchdörfer, 23 Weiler, 2 Kapellen und 49 Einzelhöfe bzw. Mühlen, in denen 2323 Untertansfamilien lebten, von denen 1685 ansbachisch und 638 fremdherrisch waren.
1790 gehörten folgende Orte zum Oberamt:
- Altentrüdingen
- Auernheim
- Balsenmühle
- Brenneisenmühle
- Berolzheim
- Bühlhüttenmühl
- St. Katharinenberg
- Kronhof
- Degersheim
- Dittenheim
- Döckingen
- Dornmühl
- Eggenthal
- Ehlau
- Enhofen
- Eulenhof
- Eßlingen
- Falbenthal
- Fuchsmühl
- Gärtnershof
- Geilsheim
- Großholzhof
- Gstadt
- Haasmühl
- Hasenmühl
- Hagenhof
- Haid
- Hainsfarth
- Hechlingen
- Heidenheim
- Heinischhof
- Hochholz
- Hohentrüdingen
- Höfenhof
- Hungerhof
- Hüssingen
- Kirschenmühle
- Kohlhof
- Krämershof
- Kreuthof
- Kurzenaltheim
- Laub
- Leoleinsberg
- Lerchenbühl
- Lohemühl
- Ludlesmühle
- Marienbronn
- Mäuskreut
- Menerbrunn
- Meinheim
- Möhrenbergshof
- Nähermühl
- Obelshof
- Oberappenberg
- Oberheumödern
- Oberweiler
- Ostheim
- Panghard
- Papiermühle
- Pfeifhof
- Pfladermühl
- Polsingen
- Rechenberg
- Rohrach
- Roßmannsdorf
- Sammenheim
- Scherenmühl
- Schlittenhard
- Schneckenmühl
- Schürmühle
- Seegmühl
- Seegmühl
- Siebeneichhöfe
- Solnhofen
- Stahlmühle
- Steinhart
- Trendel
- Treuchtlingen
- Übermannshofen
- Unterappenberg
- Unteraumühl
- Unterheumödern
- Untermühl
- Ursheim
- Wachfeld
- Westheim
- Wettelsheim
- Wieshof
- Wiesmühl
- Wilhelmsmühle
- Windischhausen
- Windsfeld
- Wolfsbronn
- Wörnfeld
- Ziegelhütte
- Zimmern
- Zirndorf
- Zollmühle
- Zum 14 Nothelfern-Kapelle